# رجل الجبار
رجل الجبار أو بيتا الجبار (بالإنجليزية: β Orionis) هو ألمع نجم في كوكبة الجبار وسادس أكثر النجوم لمعانًا في سمائنا ويبلغ قدره الظاهري 0.18، وله لاحقة بيتا وفق تسمية باير.

## الصفات الفيزيائية
للنجم قدر جيد من التزيح لذلك حسب القياسات الطيفية يبعد عنا مسافة تقدر بين 700-900 سنة ضوئية في حين قدر القمر الصناعي هيباركوس بُعده بـ 773 سنة ضوئية مع هامش خطأ يصل إلى 19%. ورجل الجبار هو عملاق أزرق عظيم حيث أن كتلته تعادل 17 كتلة شمسية، وضياؤه يُعادل 40,000 ضياء شمسي، ويعتبر رجل الجبار بهذا أضوأ نجم في منطقتنا المحلية من مجرة درب التبانة ، أما أقرب نجم إلينا ذو ضياء أعلى فهو سهيل والذي يقع على بعد 1,100 سنة ضوئية من الأرض في كوكبة الكوثل.
يضيء رجل الجبار العديد من السحب الغبارية في مناطق مجاورة، وأكثر هذه المناطق أهمية هي آي سي 2118 (والذي يُعرف باسم «سديم الساحرة»). وهو مرتبط مع سديم الجبار. كما أن ضوء رجل الجبار يتغير بشكل غير منتظم، وهو الأمر الشائع في النجوم فائقة الضخامة بحيث يتغير القدر الظاهري بمدى يتراوح بين 0.03 و0.3 قدر ظاهري خلال 22 - 25 يومًا تقريبًا. بينت القياسات الحديثة أن نظام رجل الجبار يتألف في الواقع من نجم ثلاثي، وقد افترض أنه يتألف من 4 نجوم لكن غالبًا هذا تفسير خاطئ لا يتناسب مع تغير تألق النجم الرئيسي.

## النظام

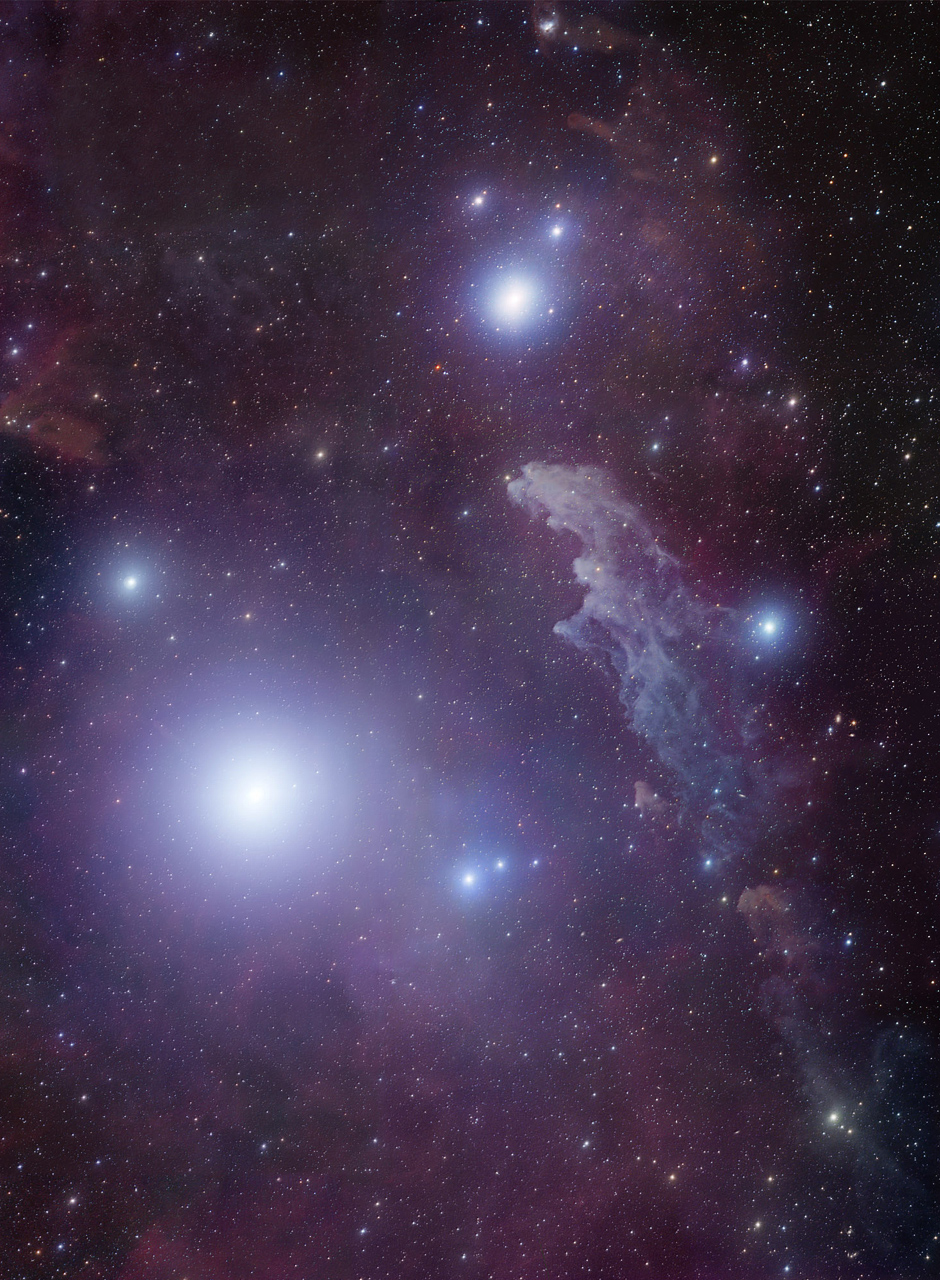
رجل الجبار وسديم IC 2118 في كوكبة النهر. رجل الجبار أ غير مرئي بسبب وهج النجم الرئيسي.

يتألف نظام رجل الجبار من «رجل الجبار أ» و«ب». «رجل الجبار ب» خافت حيث يملك قدرًا ظاهريًا يُعادل 6.7، لكن قربه من «رجل الجبار أ» (والذي يبلغ لمعانه 500 ضعف لمعان النجم «ب») يجعل رصده صعبًا بمقارب قطرها أصغر من 150 مم. ويُقدر بعد «رجل الجبار ب» عن «أ» بمسافة تعادل 200 وحدة فلكية، وبشكل غير مفاجئ، لا توجد إشارة لأي حركة مدارية بين النجمين، بالرغم من أنهما يتشاركان نفس الحركة الخاصة.
و«رجل الجبار ب» نفسه يُشكل نجمًا ثنائيًا، وكلا النجمين في النظام الثنائي هما من التسلسل الرئيسي يدوران حول مركز الكتلة في النظام مرة كل 9.8 أيام.